# کیپ شمالی
کِیپ شمالی یکی از استان‌های جمهوری آفریقای جنوبی است.
این استان که در سال ۱۹۹۴ تشکیل شده بزرگ‌ترین استان این جمهوری و در عین حال کم‌جمعیت‌ترین استان آن است.